# A Vaskirály
A Vaskirály Maurice Druon Az elátkozott királyok regényfolyamának legelső kötete, mely 1955-ben jelent meg.

## Történet
|  | Alább a cselekmény részletei következnek! |

A történet 1314-ben kezdődik, a középkori Franciaországban. Ekkoriban Szép Fülöp a francia uralkodó, aki egy erős országot kormányoz. Szinte mindent elért, amit uralkodó akkoriban elérhet. Legyőzte a feudális nagyurakat, legyőzte a flamandokat és az angolokat, a pápaságot pedig Avignonba telepítette. Három fia volt, leánya pedig az angol király, II. Edward felesége. Senki sem mert neki ellenállni. Amikor kapzsiságában a templomos lovagrend vagyonára fájt a foga, és a nagymesteri rangra, a templomosok ellenálltak. Válaszul Szép Fülöp pert indított ellenük, és az egész rendet felszámolta, vagyonát pedig elragadta. Nagymesterét, Jacques de Molay-t és közeli embereit hét éven keresztül őriztette börtönében, s 1314-ben eljött az ideje az ítéletnek is. Az egyházi bíróság életfogytiglanra ítéli őket, de az öreg nagymester még utoljára dühödten fellázad: ártatlannak vallja magát. Így sorsa megpecsételődik, és a királyi igazságszolgáltatás máglyahalálra ítéli őt és társait. A tűzre vetett nagymester utolsó szavaival rettenetes átkot kiált a királyra, annak pecsétőrére, Nogaret-re, és V. Kelemen pápára: legyenek átkozottak tizenharmadíziglen, és egy éven belül Isten ítélőszéke elé idézte őket. Az átkot ekkor még senki nem vette komolyan.
Mindeközben egy francia nagyúr, Robert d'Artois Angliába utazott, hogy ott Izabella királynéval beszéljen egy nagyon fontos ügyben: megtudta, hogy alattomos nagynénje, Mahaut d'Artois leányai, Burgundi Johanna és Burgundi Blanka, valamint sógornőjük, Burgundi Margit rendszeresen megcsalják a Nesle-palotában férjeiket, a három királyi herceget. Robert-nek érdekében állna a bosszú, Mahaut ugyanis fondorlatosan elragadta tőle jog szerint neki járó örökségét, Artois grófságát. Ami Izabellát illeti, ő sem riadt vissza a leleplezéstől: boldogtalanul él, mert férje, Edward közismerten homoszexuális, és legtöbb idejét királyhoz nem méltó tevékenységekkel és kegyencei, a Despenserek társaságában tölti. Hogy leleplezzék a házasságtörőket, Izabella ajándékot küldet sógornőinek: két aranyozott tarsolyt, mert tudják jól, hogy a szeretőiknek fogják adni.
A templomosok megégetésének éjszakáján is együtt vannak a szeretők a Nesle-toronyban. A két férfi, Philippe és Gaucher d'Aunay, testvérek. Távozásukkor Robert egy ügyesen megrendezett rablótámadás ürügyén megmenti az életüket, és meggyőződik róla, hogy a tarsolyokat tényleg megkapták. Haladéktalanul értesíti Izabellát, de nem egy közönséges hírnök útján. Egy lombard bankár, Spinello Tolomei unokaöccsére, a fiatal Guccio Baglionera vár a feladat, hogy eljuttassa Angliába az üzenetet. Azután pedig nagybátyja kérésére Neauphle felé kell visszajönnie, hogy egy ottani adósuktól, a Cressay családtól behajtsa a tartozást. Az üzenet rendben megérkezik, a királyné pedig tüstént Franciaországba utazik, hogy bevégezze a tervet. Hazafelé jövet Guccio be akarja hajtani a tartozást a Cressay családon, de a család leánya, Marie nagyon megtetszik neki, és megszánja őket: a két fivért és anyjukat. Marie kedvéért elhalasztja a követelés behajtását, de megígéri, hogy még visszatér (bár ez inkább Marie-nak szól, aki viszonozza érzelmeit).
Izabella megérkezik Franciaországba, és elmondja Szép Fülöpnek, hogy milyen csodás tarsolyt küldetett rokonainak, amelyet ők a szeretőiknek adtak. Fülöp nem hiszi el, de később meglátja a d'Aunay fivérek oldalán a két ajándékot. Éktelen haragra gerjed, és a fivéreket börtönbe záratja, a három házasságtörő nőt pedig elzárja a külvilágtól. A hírt Robert tettetett együttérzéssel közli a lányok anyjával, Mahaut-val. A két lovagot megszégyenítő módon kivégzik, a három nőt pedig kopaszra borotválják, és egy várba, Chateau-Gaillard-ba zárják Margitot és Blankát, Johannát kolostorba csukják. Mahaut szent meggyőződése, hogy a pecsétőr, Nogaret mesterkedése az oka mindennek, és elhatározza, hogy megszabadul tőle. Udvarhölgye, Béatrice d'Hirson segítségével mérget szerez egy volt templomostól, Évrard-tól, aki azóta sátáni praktikákat űz.
Mindeközben a király legnagyobb gondja, hogy három fia, Lajos, Fülöp, és Károly még örökös nélküli, de feleségükkel mégse maradhatnak, ki kell mondatni hát a pápával a válást. Ez nem is lenne gond, mert Kelemen pápa Fülöp befolyása alatt áll, csakhogy ő ekkor már halott. Mindenki úgy hiszi, beteljesült az átok. Nem sokkal ezután egy királyi tanácsülésen Nogaret is rosszul lesz, és rövidesen meghal, miután Mahaut megmérgezte. Fülöp király ekkor már komolyan aggódik saját egészsége miatt is.
Időközben a lombardokat kiutasítással fenyegetik meg, de az öreg Tolomeinek a kezében van egy köteg leleplező irat, melyben a királyi koadjutor, Enguerrand de Marigny korrupt üzelmei mutatnak bizonyosságot. Az iratokat Guccio magával viszi Neauphle-be, ahol a Cressay-udvarház kápolnájában rejti el, Marigny pedig kénytelen engedni, és visszavonja a lombardokat sújtó rendelettervezetet.
Fülöp király ezen az őszön vadászni indul, és üldözőbe vesz egy csodaszép szarvast. Ám a nagy üldözésben megerőlteti magát, és szélütést kap. Még napokig szenved, azután tragikus hirtelenséggel meghal. Mindenki úgy hiszi, az átok beteljesült.
|  | Itt a vége a cselekmény részletezésének! |

## Magyarul
- Az elátkozott királyok. Történelmi regény, 1-6.; ford. Gyáros Erzsébet; Európa, Bp., 1970–1972 (Századok, emberek)
  - 1. A vaskirály; 1970